# Životice (zámek, okres Plzeň-jih)
Životický zámek stojí u rybníka na severu Životic v okrese Plzeň-jih. Od 3. května 1958 je objekt kulturní památkou.

## Historie
Předchůdkyní barokního zámku byla pozdně renesanční tvrz, kterou si nechali postavit v první polovině 16. století Strojetičtí ze Strojetic. První písemná zmínka o ní pochází z roku 1658. Dále se na tvrzi vystřídali Čejkové z Olbramovic a Lipovští z Lipovice. Na začátku 18. století nechali tvrz přestavět na barokní zámek, o němž prameny jasně vypovídají od roku 1719. Na stavbě se mohl podílet Antonio de Maggi, autor nedalekého zámku v Oselcích. Ke konci 18. století zámek koupili Sweerts-Sporckové, majitelé lnářského panství. Přestože životický zámek tehdy nesloužil k rezidenčním účelům, byl ve druhé polovině 19. století klasicistně upraven. Dosavadní mansardová střecha byla v této době nahrazena střechou valbovou.
Po únoru 1948 byl zámek převeden do majetku správy Státních lesů a sloužil jako hájovna. Od roku 1968 je zámecký objekt zpět v soukromém vlastnictví a prodělal několik rekonstrukcí.

## Popis
Patrová budova na obdélníkovém půdoryse s východním rizalitem, v němž se skrývá zámecká kaple s nástropní freskou Nejsvětější trojice, byla dříve obklopena hospodářskými staveními, jež se zachovala jen zčásti. V některých místnostech se zachovala původní štuková výzdoba. Prostory prvního patra jsou plochostropé.